# 姜潛
姜潜（?—?），字至之，北宋兖州奉符太平镇（今属山东宁阳）人。
少而笃学，家中“藏书数千卷”，早年从孙复学《春秋》，又從石介学《易》於徂徕山。石介很看重他。经田况举荐召试学士院，授明州（今宁波市鄞州区）录事参军，不久因母病思乡求去。后吴奎、韩绛共同举荐，改任兖州录事参军，改郓州教授，又荐為国子监直讲、韩王宫伴读。宋神宗即位后，曾召问治国之道。出任陈留縣令，時值王安石变法，随即因抗拒青苗法去職。在徂徕山中教授生徒。家居卒，得年六十六。